# 亞當斯 (麻薩諸塞州普查規定居民點)
亞當斯（英語：Adams）是位於美國麻薩諸塞州伯克夏縣的一個普查規定居民點。

## 人口
根據2020年美國人口普查的數據，亞當斯的面積為6.41平方千米，當中陸地面積為6.34平方千米，而水域面積為0.07平方千米。當地共有人口5466人，而人口密度為每平方千米852.73人。